# オーストラリア実在論
オーストラリア実在論（オーストラリアじつざいろん）またはオーストラリア唯物論（オーストラリアゆいぶつろん）は、20世紀前半にオーストラリアのオーストラリア国立大学、アデレード大学、シドニー大学などで盛んになった哲学の学派。
オーストラリア実在論という呼称は、A・J・ベイカーが考案した、ジョン・アンダーソンの信奉者を指すものである。オーストラリア実在論者とされる著名な哲学者には、デイヴィッド・マレット・アームストロング、J・L・マッキー、ウリン・プレイス、J・J・C・スマート、デイヴィッド・ストーブなどが居る。